# Poisieux
Poisieux település Franciaországban, Cher megyében. Lakosainak száma 217 fő (2022. január 1.). Poisieux Lazenay, Plou, Migny és Saint-Georges-sur-Arnon községekkel határos.

## Népesség
A település népessége az elmúlt években az alábbi módon változott:
| Lakosok száma | 212  | 167  | 155  | 200  | 216  | 221  | 223  | 218  | 216  | 217  |
|               | 1968 | 1982 | 1990 | 2006 | 2013 | 2015 | 2017 | 2019 | 2020 | 2022 |